# Eleccions presidencials de São Tomé i Príncipe de 1996
Les eleccions presidencials de São Tomé i Príncipe de 1996 van tenir lloc el 30 de juny de 1996. A les eleccions es presentaren quatre candidats: l'aleshores president Miguel Trovoada, l'antic president Manuel Pinto da Costa, l'antiga ministra d'exteriors Alda Bandeira i l'antic primer ministrer Carlos da Graça. Cap candidat va obtenir la majoria dels vots en la primera volta, en la que la participació va ser del 77,3%, mentre qua a la segona volta celebrada el 21 de juliol només hi anaren dos candidats, Trovoada i da Costa. Trovoada va guanyar les eleccions amb un 52,7% dels vots, amb una participació del 78,7%.

## Resultats
| Candidat              | Partit                                                | Primera volta | Primera volta | Segona volta | Segona volta |
| Candidat              | Partit                                                | Vots          | %             | Vots         | %            |
| --------------------- | ----------------------------------------------------- | ------------- | ------------- | ------------ | ------------ |
| Miguel Trovoada       | Acció Democràtica Independent                         | 15,344        | 41.4          | 19,887       | 52.7         |
| Manuel Pinto da Costa | MLSP/PS                                               | 13,627        | 37.7          | 17,820       | 47.3         |
| Alda Bandeira         | Partit de Convergència Democràtica - Grup de Reflexió | 5,970         | 16.1          |              |              |
| Carlos Graça          | Independent                                           | 1,973         | 5.3           |              |              |
| Armindo Tomba         | Independent                                           | 163           | 0.5           |              |              |
| Invàlids/en blanc     | Invàlids/en blanc                                     | 1,764         | -             | 1,317        | -            |
| Total                 | Total                                                 | 38,841        | 100           | 39,024       | 100          |

## Conseqüències
Tot i ser declarat generalment lliures i justes per observadors internacionals i nacionals, da Costa, qui inicialment havia reconegut la victòria de Trovoada, van impugnar els resultats de les eleccions, al·legant que s'havien comès irregularitats en el procés de registre. La Comissió Nacional Electoral va reconèixer que hi havia discrepàncies de menor importància en el procés de registre i el registre de votants però va determinar que no hi havia prou per qüestionar-ne els resultats.
A principis d'agost el Tribunal Suprem va declarar que no podia pronunciar-se sobre el recurs presentat per da Costa, i va recomanar al Govern recórrer a un arbitratge legal internacional. No obstant això, el 20 d'agost da Costa va retirar seu recurs i Trovoada va ser confirmat com a president.